# John Hill
John B. Hill (Belfast, 1950. január 7. – ) új-zélandi válogatott labdarúgó.

## Pályafutása

### Klubcsapatban
Belfastban született Észak-Írországban. 1968 és 1975 között a Glentoran játékosa volt, melynek tagjaként 1970-ben és 1972-ben megnyerte az északír bajnokságot. 1976 és 1984 között a Gisborne City csapatában játszott. 1984-ben új-zélandi bajnoki címet szerzett. 

### A válogatottban
1980 és 1982 között 17 alkalommal szerepelt az új-zélandi válogatottban. 1980. augusztus 20-án mutatkozott be egy Mexikó elleni mérkőzésen, amit 4–0-ra megnyertek. Tagja volt az 1980-ban OFC-nemzetek kupáját nyerő válogatott keretének. Részt vett az 1982-es világbajnokságon, ahol a Skócia elleni csoportmérkőzésen kezdőként lépett pályára. A Szovjetunió és a Brazília elleni találkozókon nem kapott lehetőséget.

## Sikerei, díjai
Glentoran FC
- Északír bajnok (2): 1969–70, 1971–72
- Északír kupagyőztes (1): 1972–73

Gisborne City
- Új-zélandi bajnok (1): 1984

Új-Zéland
- OFC-nemzetek kupája győztes (1): 1980